# 261690 Jodorowsky
261690 Jodorowsky è un asteroide della fascia principale. Scoperto nel 2005, presenta un'orbita caratterizzata da un semiasse maggiore pari a 3,1248125 UA e da un'eccentricità di 0,0582815, inclinata di 11,48541° rispetto all'eclittica.